# Rodney S. Ruoff

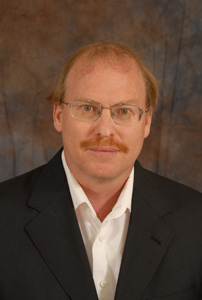
Rod Ruoff

Rodney S. „Rod“ Ruoff (* 1957) ist ein US-amerikanischer Chemiker (Nanotechnologie).
Ruoff studierte Chemie an der University of Texas at Austin mit dem Bachelor-Abschluss 1981 und wurde 1988 an der University of Illinois at Urbana-Champaign in chemischer Physik promoviert. 1989 war er als Fulbright Fellow am Max-Planck-Institut für Strömungsforschung in Göttingen und 1990/91 als Post-Doktorand am IBM Watson Research Center. 1991 bis 1996 war er Wissenschaftler am Labor für Molekularphysik von SRI International. 1997 wurde er Associate Professor an der Washington University und 2000 bis 2007 war er John Evans Professor for Nanoengineering an der Northwestern University, wo er 2002 bis 2007 das Biological Inspired Materials Institute leitete. 2007 bis 2013 war er Professor an der University of Texas at Austin (Cockrell Family Regents Chair). Er ist Professor am Ulsan National Institute of Science and Technology (UNIST) in Ulsan in Südkorea  und Direktor des Center for Multidimensional Carbon Materials (CMCM).
Ruoff forscht über neuartige Kohlenstoffmaterialien in der Nanotechnologie wie Fullerene, Kohlenstoffnanoröhren, Graphene und Graphenoxid, Diamantstrukturen. Zum Beispiel untersuchte er die Lösbarkeit von Fullerenen, ihr mechanisches Verhalten bei hohem Druck, große Fullerene die Metalle umschließen, chemisch modifiziertes Graphen für Elektrodenmaterialien und Antikorrosionsschichten und verschiedene Methoden Graphenschichten und -muster zu erzeugen. Bis 2017 veröffentlichte er rund 470 wissenschaftliche Arbeiten und hielt 43 Patente.
Er ist Fellow der American Physical Society, der Materials Research Society und der American Association for the Advancement of Science.
Ruoff gehört zu den hochzitierten Wissenschaftlern (Clarivate Citation Laureates 2018). Acht seiner Arbeiten wurden über 5000 mal zitiert, zwei über 10.000 mal. Er erhielt den Lee Hsun Award und den Turnbull Award der Materials Research Society. 2017 erhielt er den James C. McGroddy Prize der American Physical Society für seine Pionierbeiträge zur skalierbaren Synthese, Materialwissenschaft und Anwendungen von Graphen und Graphen-Derivaten (Laudatio).

## Schriften (Auswahl)
- mit S. Stankovich u. a.: Graphene-based composite materials, Nature, Band 442, 2006, S. 282–286
- mit S. Stankovich u. a.: Synthesis of graphene-based nanosheets via chemical reduction of exfoliated graphite oxide, Carbon, Band 45, 2007, S. 1558–1565
- mit X. Li u. a.: Large-area synthesis of high-quality and uniform graphene films on copper foils, Science, Band 324, 2009, S. 1312–1314
- mit D. R. Dreyer, S. Park, C. B. Bielawski: The chemistry of graphene oxide, Chemical Society Reviews, Band 39, 2010, S. 228–240
- mit M. D. Stoller u. a.: Graphene-based ultracapacitors, Nano Letters, Band 8, 2008, S. 3498–3502
- mit Y. Zhu u. a.: Graphene and graphene oxide: synthesis, properties, and applications, Advanced Materials, Band 22, 2010, S. 3906–3924
- mit S. Park: Chemical methods for the production of graphenes, Nature Nanotechnology, Band 4, 2009, S. 217
- mit M. F. Yu u. a.: Strength and breaking mechanism of multiwalled carbon nanotubes under tensile load, Science, Band 287, 2000, S. 637–640
- mit D. A. Dikin, S. Stankovich u. a.: Preparation and characterization of graphene oxide paper, Nature, Band 448, 2007, S. 457
- mit Y. Zhu u. a.: Carbon-based supercapacitors produced by activation of graphene, Science, Band 332, 2011, S. 1537–1541